# Ikaruga
Pour les articles homonymes, voir Ikaruga (homonymie).
Ikaruga (斑鳩) est un jeu vidéo développé par la société japonaise Treasure. Il s’agit d'un shoot them up à défilement vertical, édité uniquement au Japon sur borne d'arcade par Sega en 2001, puis sur Dreamcast par ESP en septembre 2002. Il est porté sur GameCube en 2003, sur Xbox Live Arcade en 2008 et est disponible sur Steam depuis le 18 février 2014 puis sur Nintendo Switch le 29 mai 2018. Il est surnommé le "shooter des fans de shooter" (shooter fan's shooter)
Initialement baptisé Project RS2, Ikaruga est parfois perçu comme le successeur spirituel de Radiant Silvergun, shoot them up réputé, développé par Treasure en 1998 sur Saturn. Ikaruga s’en distingue fortement en centrant son gameplay autour du concept de bichromie, inspiré de leur précédent titre Silhouette Mirage.
L'un des rares titres du genre à être sorti sur console de sixième génération, Ikaruga est considéré comme l'un des plus grands et des plus difficiles shoot them up de l’histoire.
Les deux kanjis formant « Ikaruga » signifient « ikaru » et « en mire », l'ikaru étant un pinson vivant au Japon dont le plumage est noir et blanc.

## Système de jeu

### Généralités
L'innovation d'Ikaruga est la différenciation de tous les mécanismes du jeu en deux couleurs : le blanc et le noir (bien que pour des raisons de visibilité, ces deux couleurs soient entourées par un halo bleu et rouge). Seul un projectile de couleur opposée à l'Ikaruga peut le détruire. S'il est de la même couleur, il est absorbé et augmente le stock d'énergie du vaisseau qui peut être libéré à tout moment en une rafale de rayons destructeurs d'autant plus nombreux que l'énergie stockée est importante.
Si les ennemis ne peuvent pas changer de couleur, le joueur, lui, peut alterner instantanément de l'une à l'autre et profiter ainsi des effets de la polarité. Un ennemi touché par un tir de couleur opposée sera détruit deux fois plus rapidement, mais s'il est détruit par un tir de même couleur, il libérera un paquet de balles en direction de l'Ikaruga que celui-ci pourra absorber.

### Le principe dechain
Le côté puzzle du jeu et la ressource principale de scoring se situe ici.
Lorsqu'on détruit successivement trois vaisseaux de la même couleur, on obtient un point de chain, si tout de suite après on en redétruit 3 autres d'une même couleur, on obtient un deuxième point, et ainsi de suite, la limite étant à 8. (par exemple 3 vaisseaux noirs puis 3 blancs puis 3 blancs puis 3 noirs équivalent à 4 chains). À chaque point de chain, le score initial de 100 est doublé. Si jamais le joueur touche un vaisseau de la mauvaise couleur au milieu d'une série de 3, la chain entière est cassée et il faut reprendre au début.
Plus le nombre de chain augmente, plus les points rapportés par celles-ci sont importants (jusqu'à un maximum de 25600 contre 1 00 pour le même nombre d'ennemis tués sans avoir respecté ce principe). Il faut donc obligatoirement cibler ses attaques et ne pas tirer au hasard, en plus d'esquiver les tirs et d'alterner en permanence sa couleur si l'on désire obtenir des scores élevés.

## Équipe de développement
- Réalisateur : Hiroshi Iuchi
- Coréalisateur : Atsutomo Nakagawa
- Programmeur principal : Atsutomo Nakagawa
- Design des personnages et des objets : E Suzuki
- Design des images d'arrière plan : Hiroshi Iuchi 13
- Compositeur : Hiroshi Iuchi
- Effets sonores / Éditeur des données GM : Satoshi Murata
- Producteur exécutif : Masato Maegawa, N Di Costanzo
- Producteur : Michael Gjere, Hirotaka Machida, Shinji Yoshikawa

## Accueil
- Jeux vidéo Magazine : 16/20[7]
- Jeuxvideo.com : 17/20[8]

## Autres médias
Kotobukiya, une entreprise spécialisé dans les figurines et le modélisme, produit des figurines du vaisseau de Ikaruga une version noire et une version blanche.
Nicalis, une entreprise de dévelloppement et d'édition de jeux vidéo, a vendu, en édition limitée, une version physique du jeu sur Nintendo switch et Playstation 4 en 2020.